# La Laitière et le pot au lait
La Laitière et le pot au lait est la dixième fable du livre VII du second recueil des Fables de La Fontaine, édité pour la première fois en 1678.

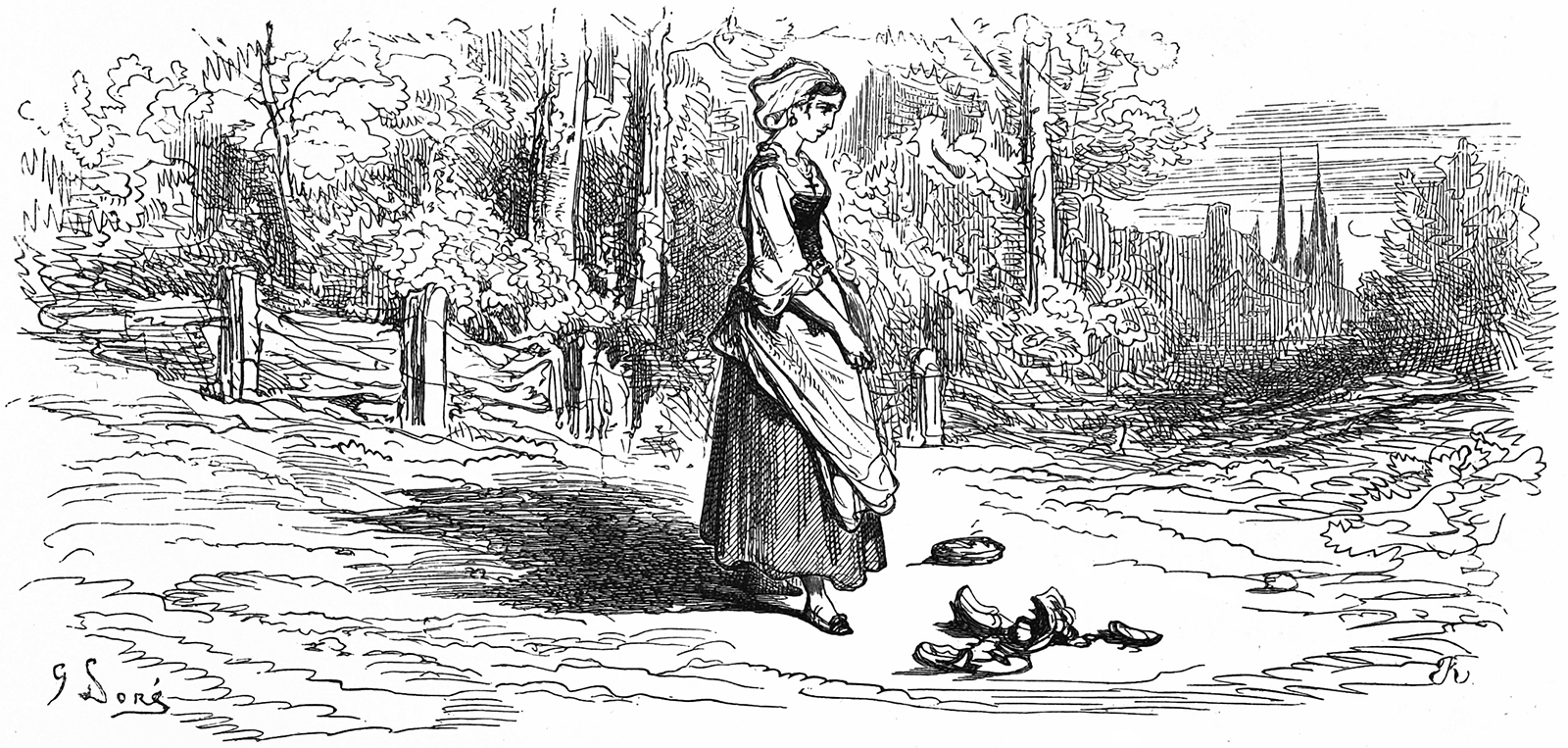
Illustration de Gustave Doré.

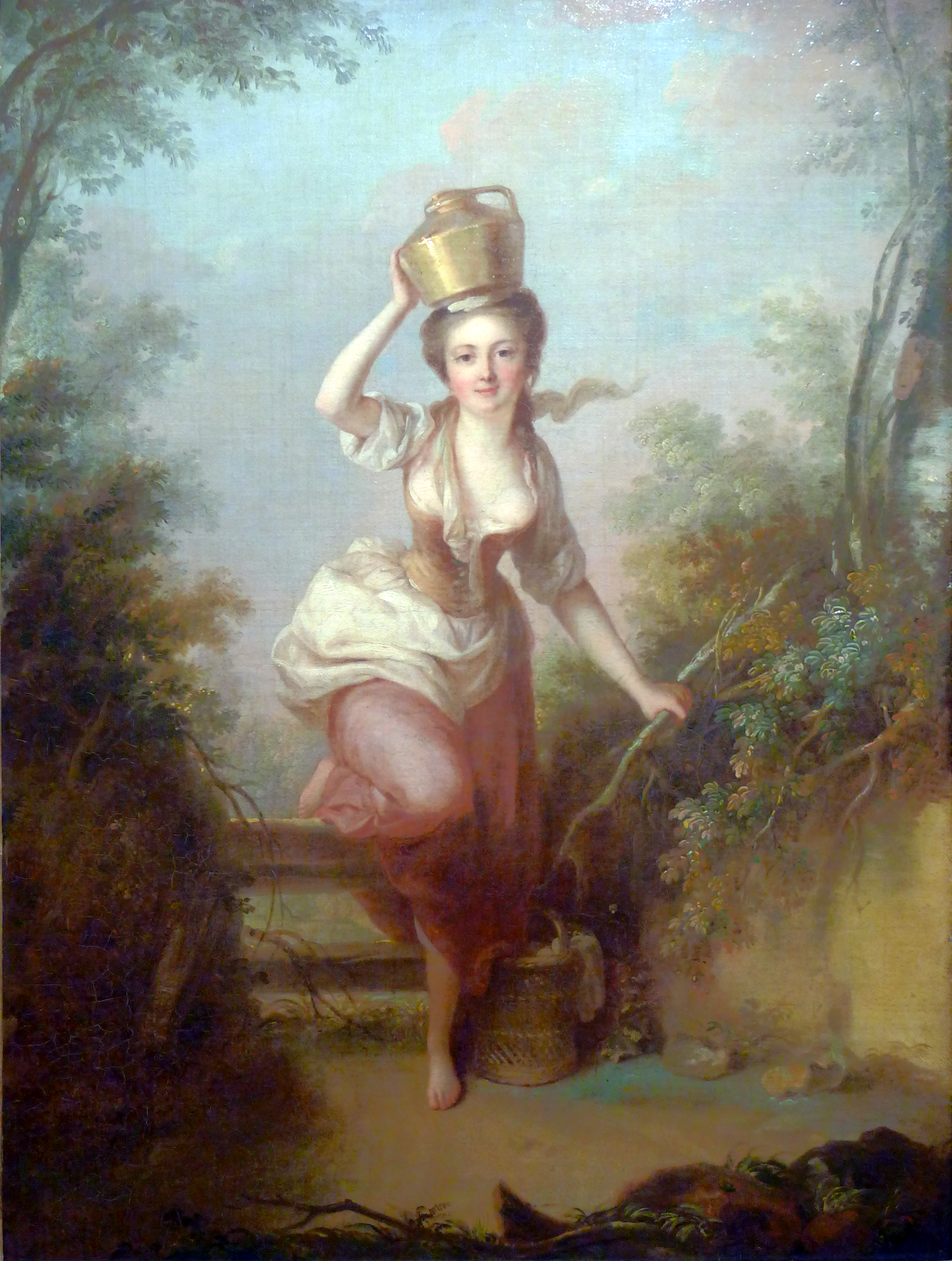
La Laitière de Jean-Baptiste Huet (musée Cognacq-Jay).

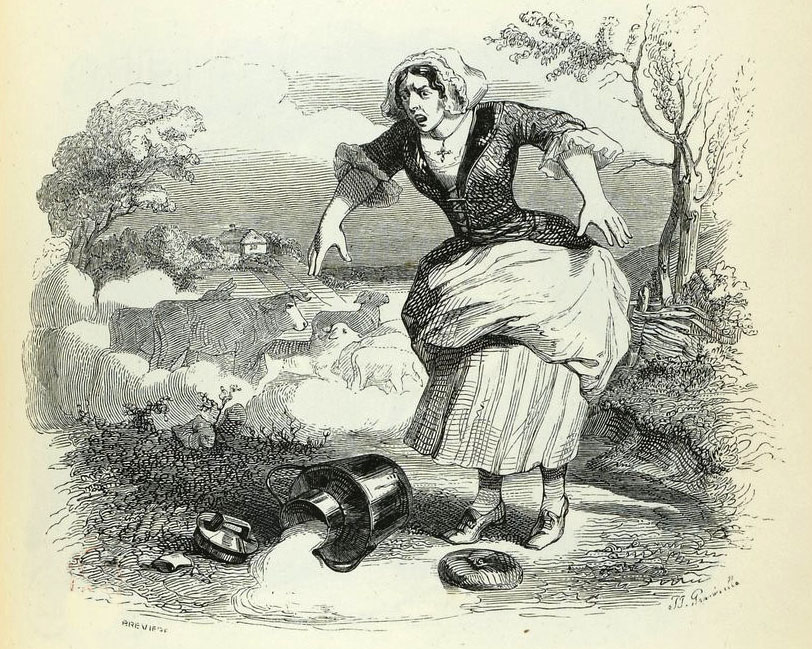
Dessin de Grandville.

## Sources
La Fontaine s'est inspiré d'une fable de Bonaventure Des Périers intitulée « Comparaison des alquemistes à la bonne femme qui portait une potée de lait au marché » (publié après la mort du conteur en 1558).

Bonaventure des Périers s'était lui-même inspiré d'une fable de Nicolas de Pergame, auteur du Dialogus creaturarum moralisatus (1482). Dans celle-ci, une jeune femme, transportant du lait à la ville, s'arrête au bord d'un fossé et se met à imaginer de fructueuses plus-values. De profit en profit, elle en arrive à l'opulence et fait un beau mariage : 

« Étant ainsi merveilleusement charmée et ravie par cette rêverie intérieure, et songeant quelle grande joie elle aurait à se voir conduite à l'église par son mari à cheval, elle s'écria : « Allons ! Allons ! » En ce disant, elle frappa la terre de son pied, croyant éperonner le cheval ; mais son pied glissa ; elle tomba dans le fossé, et tout son lait se répandit. »

Nicolas de Pergame avait emprunté son sujet à Jacques de Vitry, qui utilise une histoire similaire dans un exemplum recueilli dans ses Sermones vulgares (1240), mais la raison du faux mouvement est légèrement différente : 

« Elle s'arrête au bord d'un fossé et calcule ce qu'elle pourra bien acheter avec le produit de la vente. Elle achèterait un poussin et le nourrirait jusqu'à ce qu'il devienne une poule, dont les œufs lui donneraient nombre de poussins ; ceux-ci vendus, elle achèterait un porc qu'elle engraisserait et qu'elle vendrait pour acheter un poulain et elle le nourrirait jusqu'à ce qu'on puisse monter dessus : « Je le monterai et le conduirai au pâturage en disant Io! Io! ». En disant cela, elle se mit à bouger les pieds et les talons comme si elle avait des éperons et se mit à battre des mains de joie. »

 

Selon Max Müller, cette histoire est en fait une variante d'un récit du Pañchatantra, « Le Brâhmane qui brisa les pots ». Jacques de Vitry aurait pris connaissance de cet ouvrage indien alors qu'il était évêque de Saint-Jean-d'Acre, en Palestine, entre 1216 et 1226. De fait, la parenté entre les deux récits est évidente : 

« Dans chacun de ces récits, nous sommes en présence d'un personnage pauvre qui, à partir d'un bien extrêmement modeste en sa possession, imagine une série de transactions marchandes très fructueuses grâce auxquelles il arrive à l'opulence. Et c'est au moment précis où il jouit de cette situation qu'un mouvement moteur parasite, engendré par son excitation ou sa colère, lui fait perdre le peu qu'il possédait. »

Le texte indien du Pañchatantra, rédigé vers le IIIe siècle av. J.-C., a été traduit en persan en 570. Il a ensuite fait l'objet d'une traduction-adaptation en arabe vers 750, sous le titre Kalîla et Dimna, ouvrage qui sera ensuite traduit en grec et en hébreu. Ce livre est traduit en espagnol en 1251 sous le titre Calila y Dimna. 
Un certain nombre des récits du Calila y Dimna seront repris dans El Conde Lucanor, un recueil d'exempla et de contes moralisants rédigé par Don Juan Manuel vers 1335. On y trouve cette fable dans le septième exemplum : il s'agit d'une femme qui va au marché, avec un pot de miel sur la tête, et qui, imaginant les fructueuses opérations qu'elle fera avec l'argent de la vente, s'enthousiasme au point qu'elle éclate de rire et se frappe le front, brisant ainsi le pot. 
Une autre traduction du texte arabe est faite en latin en 1278, par Jean de Capoue sous le titre Directorium Humanae Vitae. En 1644, Gilbert Gaulmin traduit en français une version persane du Pañchatantra, qu'il publie sous le titre Le Livre des lumières ou la Conduite des Rois, composée par le sage Pilpay Indien, traduite en français par David Sahid, d’Ispahan, ville capitale de Perse. Le jésuite Pierre Poussines en fait aussi une traduction en 1666 sous le titre Specimen sapientiæ Indorum veterum (« Modèle de la sagesse des anciens Indiens »), mais en s'appuyant sur la version grecque de Syméon Seth. La Fontaine reconnaît sa dette à l'égard de la source indienne dans la préface de sa seconde collection de Fables et fait plusieurs fois mention de Pilpay (XII, 2 ; XII, 15), mais cette fable ne fait pas partie de ces recueils.
Une histoire similaire, avec un ermite qui brise un pot de beurre (ou de saindoux, selon les éditions), est racontée dans le conte Histoire du saint homme et de sa cruche de beurre (de). Celui-ci est présent dans certaines versions des Mille et Une Nuits, dont celle de Jamel Eddine Bencheikh et André Miquel (2005).
Cette histoire est évoquée par Rabelais dans son Gargantua (1535), mais le héros en est un cordonnier : « J'ay grand peur que toute cette entreprinse sera semblable à la farce du pot au laict, duquel un cordonnier se faisoit riche par resverie ; puis, le pot cassé, n'eut de quoy disner. ».

## Texte de la fable

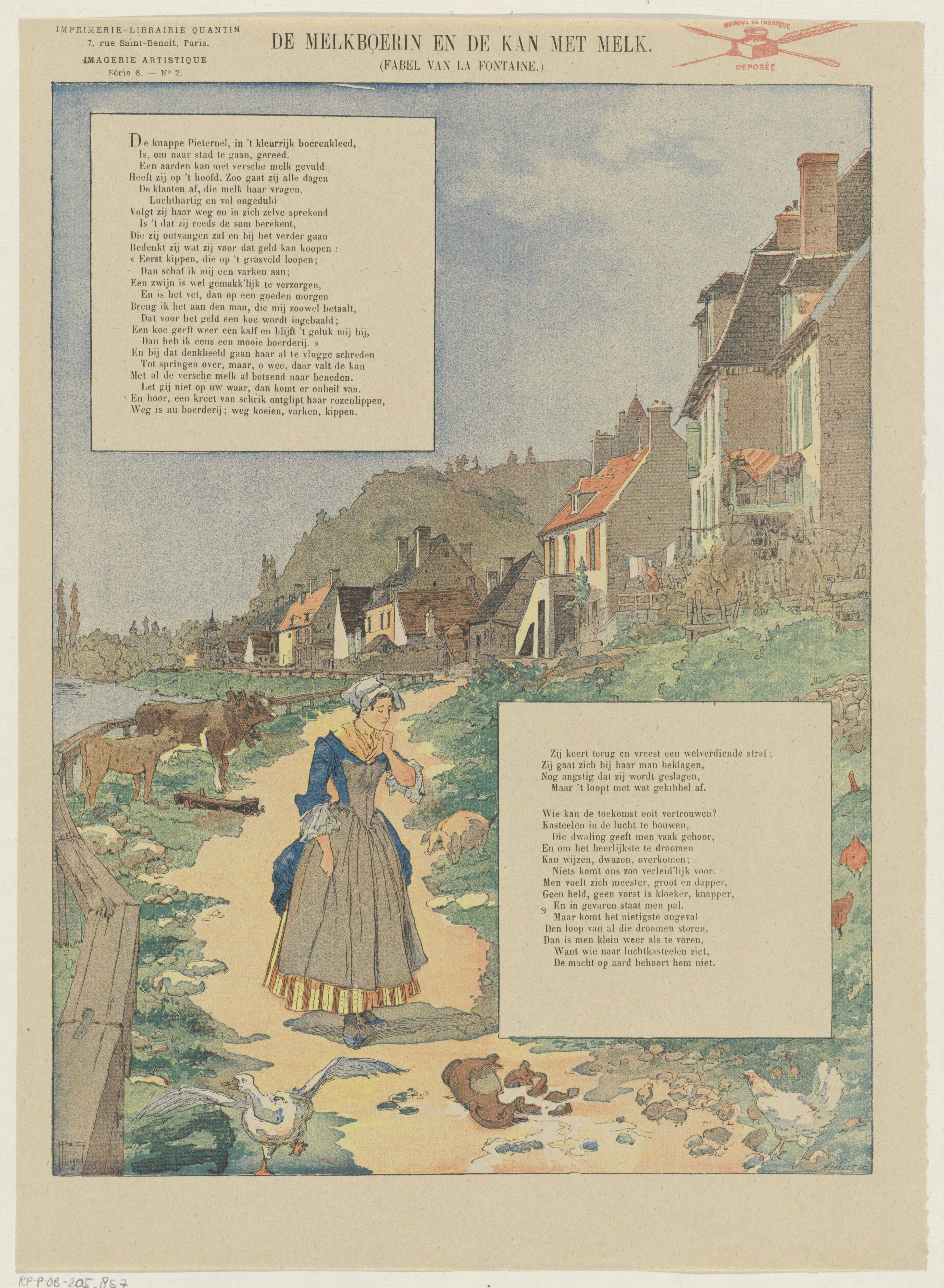
La Laitière et le pot au lait, traduit en néerlandais, illustré par Hermann Vogel.

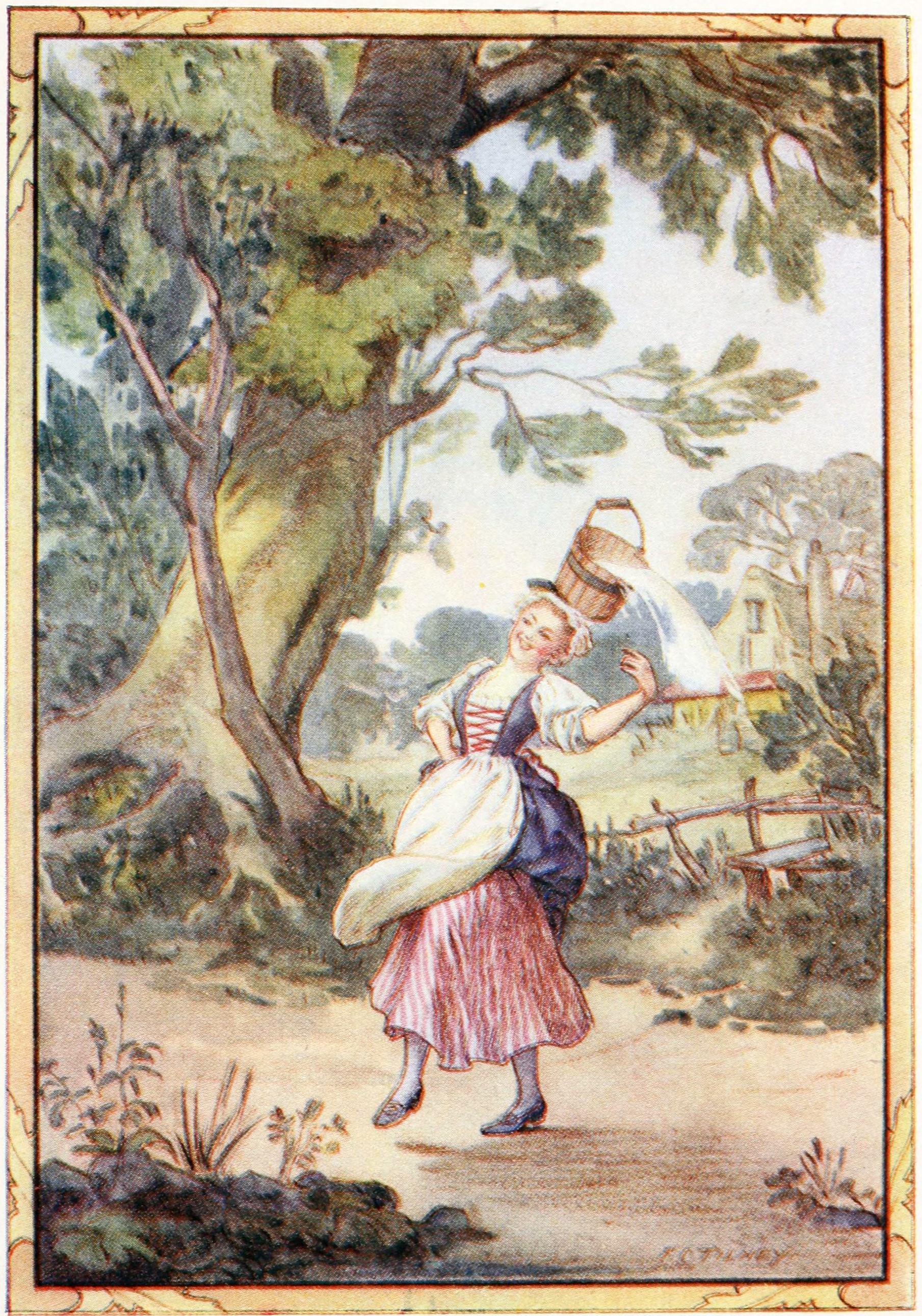
Illustration de 1913.

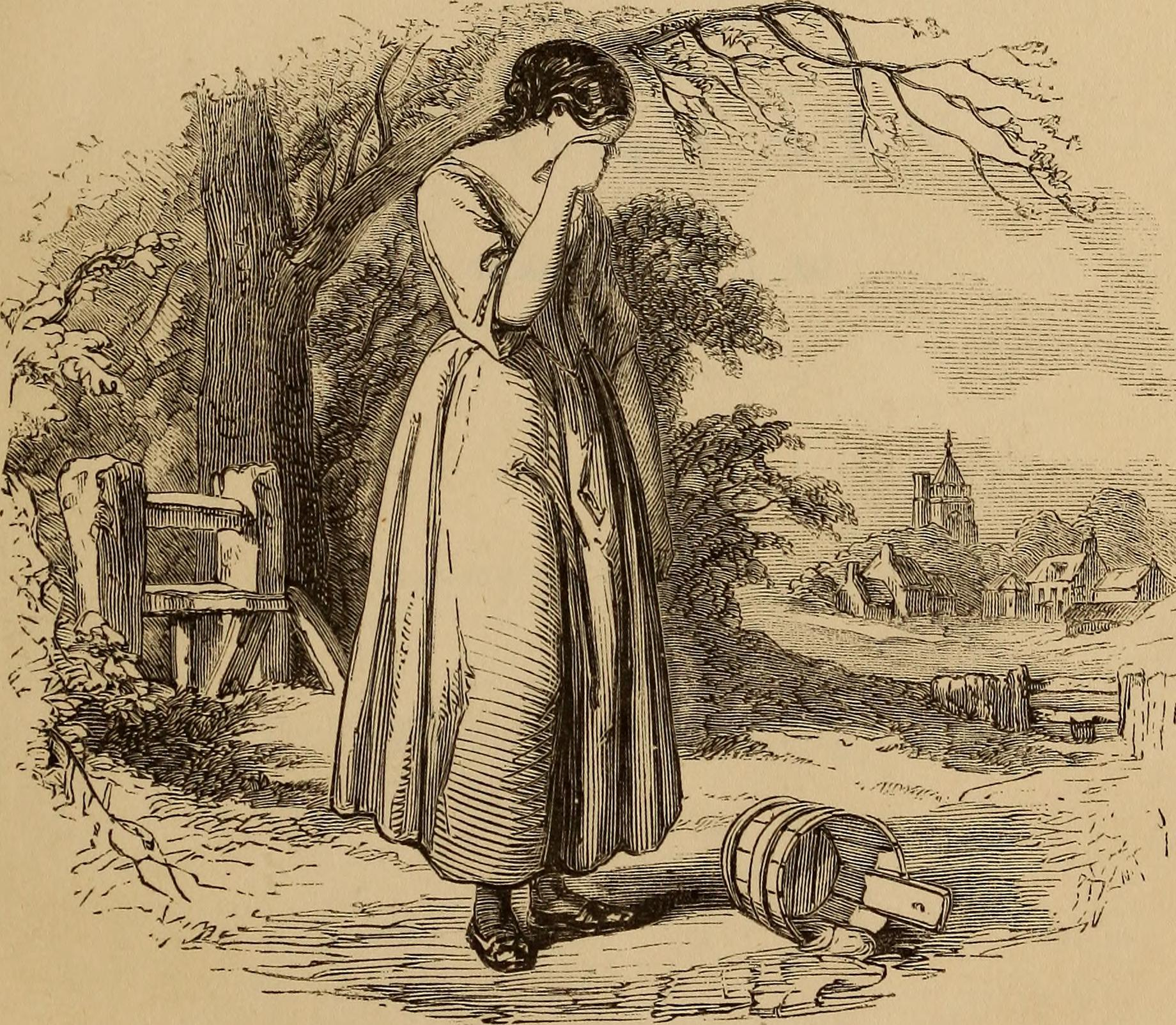
Illustration de 1853.

Perrette, sur sa tête ayant un Pot au lait

            Bien posé sur un coussinet,

Prétendait arriver sans encombre à la ville.

Légère et court vêtue elle allait à grands pas,

Ayant mis ce jour-là, pour être plus agile,

            Cotillon simple, et souliers  plats.

            Notre laitière ainsi troussée

            Comptait déjà dans sa pensée

Tout le  prix de son lait, en employait l’argent ;

Achetait un cent d’œufs, faisait triple couvée :

La  chose allait à bien par son soin diligent.

            Il m’est, disait-elle, facile

D’élever des poulets autour de ma maison ; 

            Le renard sera bien habile

S’il ne m’en laisse assez pour avoir un cochon.

Le porc à s’engraisser coûtera peu de son ;

Il était quand je l’eus de grosseur raisonnable :

J’aurai le revendant de l’argent bel et bon.

Et qui m’empêchera de mettre en notre étable,

Vu le prix dont il est, une vache et son veau,

Que je verrai sauter au milieu du troupeau ? »

Perrette là-dessus saute aussi, transportée.

Le lait tombe ; adieu veau, vache, cochon, couvée.

La Dame de ces biens, quittant d’un œil marri 

            Sa fortune ainsi répandue,

            Va s’excuser à son mari, 

            En grand danger d’être battue.

            Le récit en farce en fut fait ;

            On l'appela le « Pot au lait ».

           

            Quel esprit ne bat la campagne ?

            Qui ne fait châteaux en Espagne ? 

Picrochole, Pyrrhus, la Laitière, enfin tous,

            Autant les sages que les fous ?

Chacun songe en veillant, il n’est rien de plus doux :

Une flatteuse erreur emporte alors nos âmes ;

            Tout le bien du monde est à nous,

            Tous les honneurs, toutes les  femmes.

Quand je suis seul, je fais au plus brave un défi ;

Je m'écarte, je vais détrôner le Sophi ;

            On m’élit Roi, mon peuple m’aime ;

Les diadèmes vont sur ma tête pleuvant :

Quelque accident fait-il que je rentre en moi-même ;            

            Je suis gros Jean comme devant.
— Jean de La Fontaine, Fables de La Fontaine, La Laitière et le pot au lait, texte établi par Jean-Pierre Collinet, Fables, contes et nouvelles, Gallimard, « Bibliothèque de la Pléiade », 1991, p. 266

## Interprétations
Cette fable livre une leçon de simplicité et de modestie. On y trouve aussi une réflexion sur l'écriture qui pour La Fontaine doit être sobre et simple. Plusieurs indices créent un effet de miroir entre Perrette et La Fontaine qui permet au fabuliste de réfléchir avec une certaine autodérision au style de la fable.

## Illustrations

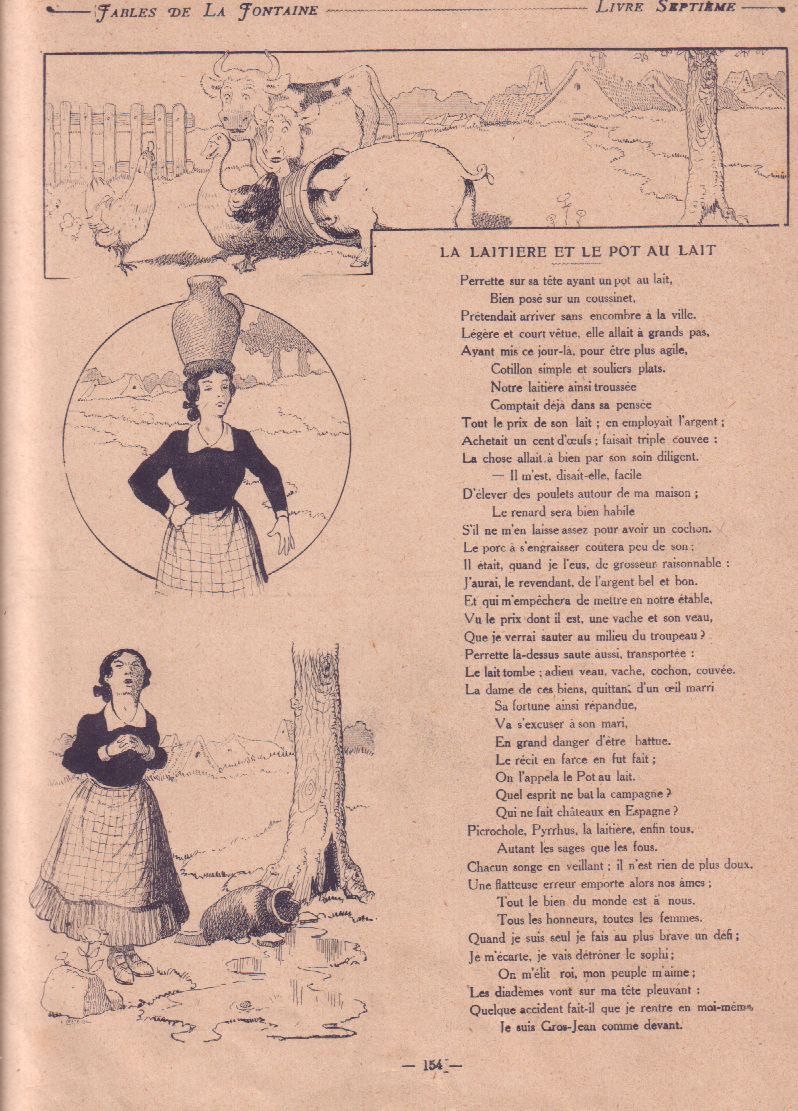
Benjamin Rabier, 1909.

Les Fables de La Fontaine furent abondamment représentées en peinture, en gravure, en tapisserie et en fresque :
- tableau La Laitière de Jean-Baptiste Huet (musée Cognacq-Jay) ;
- tableau La Laitière et le pot au lait de Jean-Honoré Fragonard, peint en 1770 ;

- dessin de Grandville (1803-1847) ;
- Gustave Doré (1832-1883) ;
- Benjamin Rabier, 1909 ;
- décor a fresco dans le préau, de l'école du no 42 rue Dussoubs à Paris en 1923  par le peintre Eugène Chapleau (1882-1969) sur le thèmes des : Fables, et finalement c'est sans aucune explication que le décor sur deux panneaux de toile marouflée fut confié à Constant Louche. L'un d'eux illustre La Laitière et le pot au lait[11] ;
- en 1930, Margaret Baer Austin, Madeleine Massonneau, Margaret Ann Dorson, membres de l'Association La Fresque, fondée par Paul Baudoüin en 1925 réalisent dans le préau de l'école de la rue Beauregard à Paris, une fresque sur le thème des Fables de La Fontaine ;
- fresque représentant Les Fables de La Fontaine  en 1953, sur l'ensemble des quatre murs de la grande salle de l'école Bel Air à Saint-Servan par le peintre Geoffroy Dauvergne[12].

## Mise en musique
- Benjamin Godard (1872)